# Insan Jaag Utha
Insan Jaag Utha (la humanitat ha despertat) és una pel·lícula de cinema hindi dirigida i produïda el 1959 per Shakti Samanta, amb guió de Nabendu Ghosh i Vrajendra Gaur, basada en una història de Saroj Mitra. Fou protagonitzat per Sunil Dutt, Madhubala, Nasir Hussain, Bipin Gupta i Madan Puri en els papers principals. La banda sonora fou composta de Sachin Dev Burman, amb lletres de Shailendra. Fou seleccionada a la secció oficial del Festival Internacional de Cinema de Sant Sebastià 1959.
Samanta va començar la seva carrera a la dècada de 1950, realitzant pel·lícules d'entreteniment i thrillers com Inspector (1956) i Howrah Bridge (1958). Amb Insaan Jaag Utha tenia la intenció de canviar el gènere cap a temes socials. Tanmateix, després que la pel·lícula no va tenir èxit a taquilla, va tornar a fer pel·lícules orientades a l'entreteniment durant una altra dècada, abans de tornar al gènere amb pel·lícules com Aradhana (1969), Kati Patang (1970) i Amar Prem (1971).

## Argument
Gauri viu a un petit poble de l'Índia amb el seu antic marit, combatent durant la guerra de la independència, Laxmandas, i un germà petit, Gulab, i es guanya la vida treballant. Un dia sent que un home s'amaga al voltant de casa seva, aquest home serà presentat com Ranjeet, que acaba d'arribar de Bombai. Ranjeet i Gauri es fan amics després que Ranjeet tracti una ferida al peu de Gauri, i ambdós s'enamoren. Ranjeet comença a treballar per al Govern en la construcció d'una presa, on també treballa Gauri, però es promou a operador de grues. El que no saben Gauri i Laxmandas és que Ranjeet es troba al poble per una raó –avarícia– per la maleta d'or que havia enterrat al pati de Gauri, el mateix or que havia robat fa cinc anys, i el mateix or pel qual havia passat cinc anys a la presó.

## Repartiment
- Sunil Dutt - Ranjeet
- Madhubala - Gauri
- Nasir Hussain - Laxmandas
- Bipin Gupta - mantriji
- Madan Puri - Mohan Singh
- Minoo Mumtaz - Muniya
- Sundar - Sukham
- Praveen Paul - propietari de l'hotel
- Nishi Kohli - Hamsa/Rinee
- Keshav Rana - Robert
- Shyam Kumar - Chander
- Kundan - Bahadur